# Csataszög
Csataszög is een plaats (község) en gemeente in het Hongaarse comitaat Jász-Nagykun-Szolnok. Csataszög telt 314 inwoners (2001).